# Manistusu
Manistusu (em acádio: 𒈠𒀭𒅖𒌅𒋢; romaniz.: Manishtushu) foi rei da Acádia, reinou entre o período que se estendeu entre 2 269 até 2 255 a.C.. Ele era o suposto filho de Sargão da Acádia e Taslultum e irmão de Enheduana e Suenlil. Foi antecedido por seu irmão Rimus e sucedido por seu filho Narã-Sim.

## Reinado

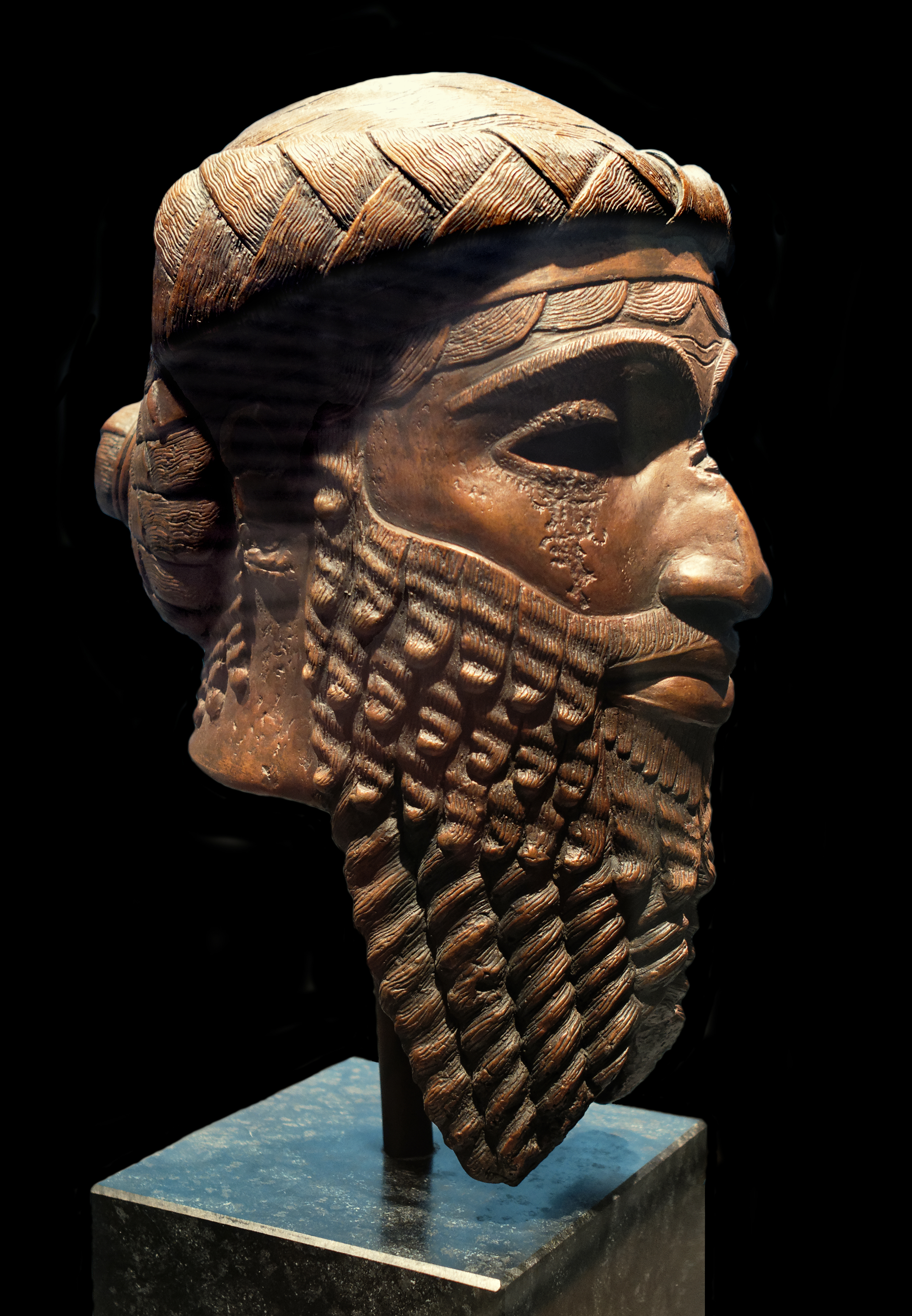
Cabeça de bronze de um governante acádio que possa representar Sargão, Narã-Sim ou simplesmente Manistusu.

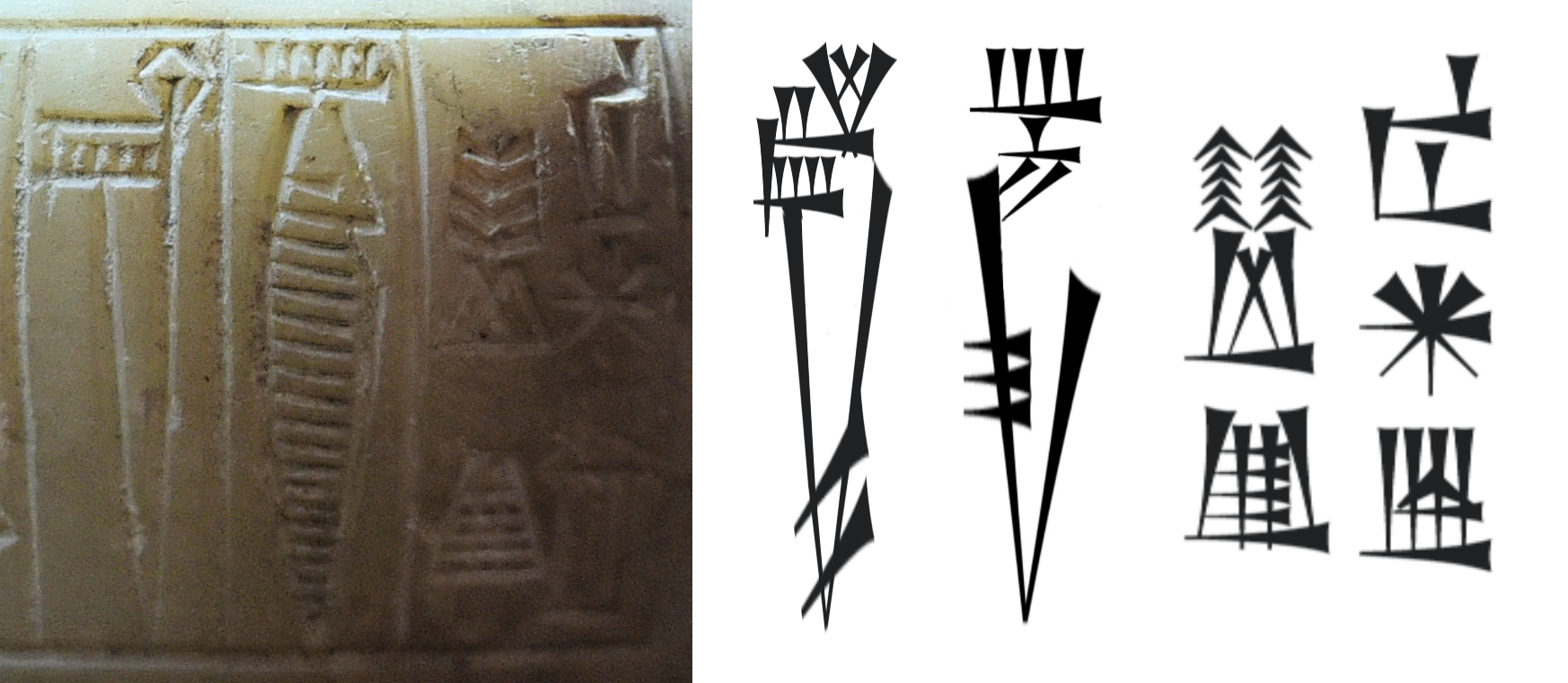
Manistusu intitulado "lugal de Quis".

No seu reinado, após o polêmico assassinato de seu irmão Rimus, Manistusu colocou Espum como o governador de Elão e, além disso, conquistou as ilhas de Ansã e Serium, que situava próximo do Golfo Pérsico.
Um monumento cruciforme detalha ostensivamente algumas das conquistas de Manistusu, incluindo atividades de construção e golpes dos inimigos. Uma pilastra de diorito negro, com uma inscrição do reinado de Manistusu, registra a compra de várias propriedades grandes, que totalizam pouco menos de 2,6 quilômetros quadrados e custou ao monarca o valor corrente em prata, uma soma adicional pelas construções em um presente de jóias e roupas pela boa vontade.
No final de seu reinado, Manistusu foi assassinado devido às conspirações, sendo sucedido por seu filho Narã-Sim.